# Loudonville (New York)
Loudonville è un census-designated place (CDP) degli Stati Uniti d'America, situato nello stato di New York, nella contea di Albany.
È sede del Siena College, un'università privata francescana.